# 短手大海葵
短手大海葵（学名：Stoichactis kenti）为大海葵科大海葵属的动物。分布于日本、澳大利亚以及西沙群岛、香港等，一般附着于珊瑚间的岩石或死珊瑚上。